# 内藤亮一
内藤 亮一（ないとう りょういち、1905年12月18日 - 1983年3月28日）は、日本の建設官僚、建築学者。
東京帝国大学工学部建築学科卒業後、地方で住宅行政に携わった後、建設省住宅局の指導課長として建築士法制定のために活動した。晩年は横浜国立大学で教鞭をとった。

## 参考資料
- 速水清孝,「建築行政官の建築士法に対する意見―建築士法の成立過程に関する研究 その1―」『日本建築学会計画系論文集』第598号、2005年12月。
- 内藤亮一,「建築基準法建築士法の立法過程と背景」『建築雑誌』昭和44年9月号。